# Aeolosomatidae
Aeolosomatidae – kosmopolityczna, niewielka rodzina małych, głównie wodnych pierścienic (Annelida) o prostej organizacji ciała. Są to zwierzęta o prawie wyłącznie bezpłciowym rozmnażaniu. Ich pozycja filogenetyczna nie została wyjaśniona. Wspólnie z jej taksonem siostrzanym – rodziną Potamodrilidae – są zaliczane do Aphanoneura.
Występują w stojących i płynących wodach słodkich, w wilgotnym piasku wybrzeży morskich, gdzie wchodzą w skład psammonu, nieliczne zasiedlają wilgotne środowiska lądowe, cieplarnie i zbiorniki z podgrzaną wodą. Ich przezroczyste ciało z barwnymi gruczołami rozrzuconymi w epidermie jest złożone z dużego prostomium, kilku do kilkunastu słabo zaznaczonych segmentów i pygidium. Osiągają długość od 0,1 do około 5 mm, wyjątkowo do 10 mm. Żywią się glonami, bakteriami i drobinami materii organicznej. Rozmnażają się głównie przez paratomię, rzadziej na drodze płciowej.
Rodzina obejmuje około 30 gatunków grupowanych w rodzajach:
- Aeolosoma,
- Hystricosoma,
- Rheomorpha.

Typem nomenklatorycznym rodziny jest Aeolosoma – rodzaj skupiający większość jej gatunków.
W faunie Polski występuje 12 gatunków z tej rodziny.